# Martha’s Vineyard AVA
Martha's Vineyard AVA ist ein seit dem 3. Januar 1985 durch das Bureau of Alcohol, Tobacco, Firearms and Explosives anerkanntes Weinbaugebiet im US-Bundesstaat Massachusetts.

## Lage
Die American Viticultural Area Martha’s Vineyard verteilt sich auf beiden Inseln Martha’s Vineyard und Chappaquiddick innerhalb der Verwaltungseinheit Dukes County. Heutzutage ist hauptsächlich die größere Insel als Ferienort bekannt und wird in den Sommermonaten von Touristen stark besucht. Vor allem rund um den 4. Juli, dem amerikanischen Nationalfeiertag, wird Martha’s Vineyard von über 100.000 Besuchern aufgesucht. Viele berühmte Personen und Angehörige der amerikanischen Oberschicht haben Villen auf Martha’s Vineyard, was der Insel den Ruf eines Nobel-Ferienortes eingebracht hat.

## Geschichte
Die Gründung der Herkunftsbezeichnung Martha’s Vineyard AVA im Jahr 1985 war durchaus nicht unumstritten und wurde insbesondere vom kalifornischen Weingut Heitz Cellars mit ihrem 16 Hektar großen Weinberg namens Martha's Vineyard angefochten. Das international bekannte Weingut befürchtete eine Verwässerung des Wertes seines Namens. Die föderale Aufsichtsbehörde argumentierte hingegen, dass auf der Insel bereits seit 1602 Weinbau betrieben werde und gab dem Antrag zur Gründung der Herkunftsbezeichnung statt.

## Klima
Das vom Atlantischen Ozean bestimmte Klima ist etwas wärmer als dies der nahegelegenen Küstenlinie von Massachusetts. Die Vegetationszeit der Reben auf der Insel ist nahezu 3 Wochen länger.